# Тавкель-Найман
Тавке́ль-Найма́н (крим. Tavkel Nayman, з 1944 по 2023 рік — Улья́новка) — село Перекопського району Автономної Республіки Крим. Розташоване на заході району.
Відстань від райцентру до населеного пункта становить 58 кілометрів по прямій.
У 2015 році село було внесено до переліку населених пунктів, які потрібно перейменувати згідно із законом «Про засудження комуністичного та націонал-соціалістичного (нацистського) тоталітарних режимів в Україні та заборону пропаганди їхньої символіки».
12 травня 2016 року постановою Верховної Ради України № 1352-VIII село перейменоване відповідно до вимог закону «Про засудження комуністичного та націонал-соціалістичного (нацистського) тоталітарних режимів в Україні та заборону пропаганди їхньої символіки». Постанова набрала чинности у 2023 році.

## Населення
Згідно з переписом УРСР 1989 року чисельність наявного населення села становила 138 осіб, з яких 64 чоловіки та 74 жінки.
За переписом населення України 2001 року в селі мешкало 211 осіб.

### Мова
Розподіл населення за рідною мовою за даними перепису 2001 року:
| Мова              | Відсоток |
| ----------------- | -------- |
| кримськотатарська | 41,23 %  |
| російська         | 41,23 %  |
| українська        | 13,27 %  |
| білоруська        | 1,90 %   |
| вірменська        | 0,47 %   |
| інші              | 1,90 %   |